# Communauté de communes de l'Embrunais
La communauté de communes de l'Embrunais est une ancienne communauté de communes française, située dans le département des Hautes-Alpes en région Provence-Alpes-Côte d'Azur.

## Historique
La loi no 2015-991 du 7 août 2015 portant nouvelle organisation territoriale de la République, dite « loi NOTRe », impose aux structures intercommunales un seuil minimal de population de 15 000 habitants pour pouvoir se maintenir, assorti de dérogations, sans pour autant descendre en dessous de 5 000 habitants. Le département des Hautes-Alpes étant classé en zone de montagne, c'est ce dernier seuil qui s'applique.
Bien que la population soit supérieure au seuil minimal préconisé par la loi pour le département (10 444 habitants en 2012), le schéma départemental de coopération intercommunale (SDCI) des Hautes-Alpes, dévoilé en octobre 2015, prévoyait :
- sa fusion avec la communauté de communes du Savinois-Serre-Ponçon (qui a l'obligation de fusionner). Les deux communautés de communes partagent le même bassin de vie et la gestion des déchets est assurée par un même syndicat ;
- l'intégration des communes de Chorges (issue de la communauté de communes de la vallée de l'Avance) et de Rousset (issue de la communauté de communes du Pays de Serre-Ponçon). Ces deux communes bordent le lac de Serre-Ponçon et « leur rattachement est logique et indispensable afin de participer au développement économique et touristique du lac ».

Après consultation de la commission départementale de coopération intercommunale du 17 mars 2016, la communauté de communes de l'Embrunais fusionne avec celle du Savinois-Serre-Ponçon, avec intégration de Chorges et de Pontis (issue de la communauté de communes Vallée de l'Ubaye) dans la nouvelle structure intercommunale.
La première version du SDCI de 2015 prévoyait le nom de « Communauté de communes autour du Lac de Serre-Ponçon ». Par un arrêté préfectoral du 2 novembre 2016, cette intercommunalité prend le nom de « communauté de communes de Serre-Ponçon ».

## Territoire communautaire

### Géographie
La communauté de communes de l'Embrunais est située au sud-est du département des Hautes-Alpes, dans l'arrondissement de Gap. Elle appartient au bassin de vie d'Embrun et au Pays Serre-Ponçon Ubaye Durance (SUD).
Le territoire communautaire est desservi par la route nationale 94 (liaison de Gap à Briançon), ainsi que par une liaison ferroviaire depuis Paris (nuit) ou Marseille (jour) à Briançon, via Gap, avec une gare à Embrun.

### Composition
La communauté de communes contenait les communes de Baratier, Châteauroux-les-Alpes, Crévoux, Crots, Embrun, Les Orres, Saint-André-d'Embrun et Saint-Sauveur.

### Démographie
| 1968  | 1975  | 1982  | 1990  | 1999  | 2008   | 2013   |
| ----- | ----- | ----- | ----- | ----- | ------ | ------ |
| 6 624 | 6 828 | 7 945 | 8 872 | 9 720 | 10 540 | 10 495 |

## Administration

### Siège
Le siège de la communauté de communes est situé à Embrun.

### Les élus
La communauté de communes est gérée par un conseil communautaire composé de 33 membres représentant chacune des communes membres.
Ils sont répartis comme suit :
| Nombre de délégués | Communes                                  |
| ------------------ | ----------------------------------------- |
| 12                 | Embrun                                    |
| 4                  | Châteauroux-les-Alpes, Crots              |
| 3                  | Baratier, Les Orres, Saint-André-d'Embrun |
| 2                  | Crévoux, Saint-Sauveur                    |

### Présidence
Le conseil communautaire du 14 avril 2014 a élu son président, Chantal Eymeoud (maire d'Embrun), et désigné ses cinq vice-présidents qui sont :
1. Jean Bernard, maire de Baratier ;
2. Jean-Pierre Gandois, maire de Crots ;
3. Marie-Jeanne Faure, maire de Crévoux ;
4. Jean-Marie Barral, maire de Châteauroux-les-Alpes ;
5. Pierre Vollaire, maire des Orres.

### Compétences
L'intercommunalité exerce des compétences qui lui sont déléguées par les communes membres :
Compétences obligatoires
- aménagement de l'espace communautaire (réserves foncières pour la création d'un équipement communautaire, programme local de l'habitat, rénovation de bâtiments communaux, SCOT et schéma de secteur, création de zones d'aménagement concerté) ;
- développement économique :
  - aménagement, entretien et gestion des zones d'activités, « à vocation exclusivement industrielle, artisanales ou commerciales et ne présentant pas d'habitat » ; toutefois, les zones d'activité déjà existantes comme Les Moulins, le Liou, Entraigues et Serre-Bellon restent à la charge des communes et « [assument] les charges d'exploitation ou d'équipements de ces zones », tout comme celles à « consonances résidentielles »,
  - réalisation d'opérations d'immobilier d'entreprises,
  - conduite ou participation financière à des actions de développement économique.

Compétences optionnelles
- eau et assainissement (collectif et autonome ; la collecte et le transport des eaux pluviales restent à la charge des communes ;
- protection et mise en valeur de l'environnement (déchets, signalétique des itinéraires VTT et des sentiers de randonnées pédestres, ou encore gestion de la plate-forme bois énergie) ;
- voirie (élaboration de travaux pour marchés groupés, gestion de voies d'intérêt communautaire).

Compétences facultatives
- tourisme ;
- sport ;
- culture ;
- social et services de proximité ;
- technologies de l'information et de la communication.

### Régime fiscal et budget
La communauté de communes est soumise au régime de la taxe professionnelle unique.

### Communauté de communes
1. ↑  « Liste des conseillers communautaires » [PDF], avril 2015 (consulté le 25 octobre 2015).
2. ↑  « Election des vice-présidents du 14 avril 2014 » [PDF] (consulté le 25 octobre 2015).
3. ↑  « Statuts de la communauté de communes de l'Embrunais » [PDF], juin 2013 (consulté le 25 octobre 2015).

### Autres références
1. 1 2 3  « Schéma départemental de coopération intercommunale dans le département des Hautes-Alpes » [PDF], Préfecture des Hautes-Alpes, octobre 2015 (consulté le 12 juin 2016).
2. ↑  « Schéma départemental de coopération intercommunale dans le département des Hautes-Alpes » [PDF], Préfecture des Hautes-Alpes, mars 2016 (consulté le 12 juin 2016).
3. ↑  Direction des libertés publiques et des collectivités locales, « Création de la communauté de communes de Serre-Ponçon par fusion des communautés de communes de l'Embrunais et du Savinois Serre-Ponçon et extension aux communes de Chorges et Pontis » [PDF], Recueil des actes administratifs no 05-2016-015, Préfecture des Hautes-Alpes, 2 novembre 2016 (consulté le 30 novembre 2016).
4. ↑  Carte de la communauté de communes et de ses environs sur le site Géoportail de l'IGN (consulté le 12 juin 2016).
5. ↑  « Séries historiques des résultats du recensement - EPCI de La CC de l'Embrunais (240500363) », Insee (consulté le 15 juillet 2016).